# Viktor Ofenheim von Ponteuxin

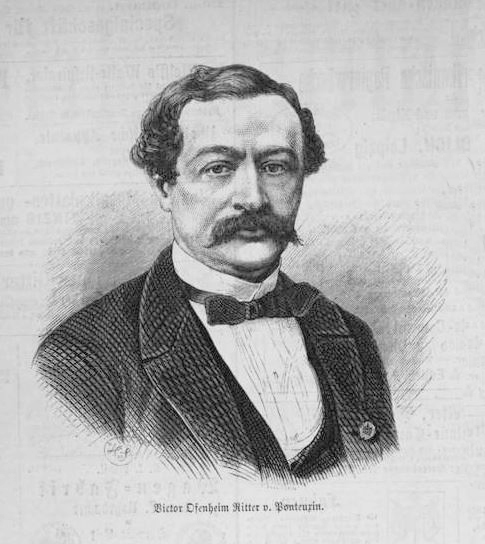
Victor Ofenheim von Ponteuxin (ca. 1875)

Victor (auch: Viktor) Leopold Ofenheim Ritter von Ponteuxin (* 18. November 1820 in Wien; † 11. Oktober 1886 ebenda) war ein österreichischer Eisenbahnfachmann und Finanzier der Gründerzeit. Zunächst als Konzipist im Staatsdienst, war er ab 1856 in leitender Stellung bei der Galizischen Carl Ludwig-Bahn tätig, dann von 1864 bis 1872 Generaldirektor der Lemberg-Czernowitz-Jassy-Eisenbahn. Ofenheim war 1879–80 Abgeordneter zum Reichsrat sowie von 1882 bis 1886 Honorar-Generalkonsul des Kaiserreichs Persien.

## Leben
Victor Ofenheim entstammte einer jüdischen Kaufmannsfamilie, die vor 1819 zum Katholizismus konvertiert war. Er war Sohn des Erfinders, Großhändlers und Gründers der ersten Wiener Gasanstalt Alexander A. Ofenheim(er) (1789–1850). Er studierte Rechtswissenschaft mit dem Ziel, eine Laufbahn im diplomatischen Dienst einzuschlagen. 1843 wurde er Beamter im Konsulatsdepartement der Hofkammer.
Eine Stelle als Kanzler im Generalkonsulat in Galați (Fürstentum Moldau) trat er 1850 aus familiären Gründen nicht an und wechselte stattdessen ins Eisenbahnwesen. In der k. k. General-Baudirektion bzw. der 1852 neu eingerichteten Zentraldirektion für Eisenbahnbauten war er administrativ u. a. am Bau der Semmeringbahn beteiligt. Als Konzipist wechselte er 1854 ins Handelsministerium, wo er maßgeblich an der Ausarbeitung des Konzessionsgesetzes beteiligt war, das wieder Privatunternehmen zum Eisenbahnbau zuließ.
Anschließend verließ er 1856 den öffentlichen Dienst und trat in die Verwaltung eines solchen privaten Eisenbahnunternehmens ein, der Galizischen Carl-Ludwig-Bahn (CLB), die die Strecke von Krakau nach Lemberg baute. 1858 wurde er Inspektor, zwei Jahre später Generalsekretär-Stellvertreter der CLB, für die er u. a. Investitionen aus England einwarb.

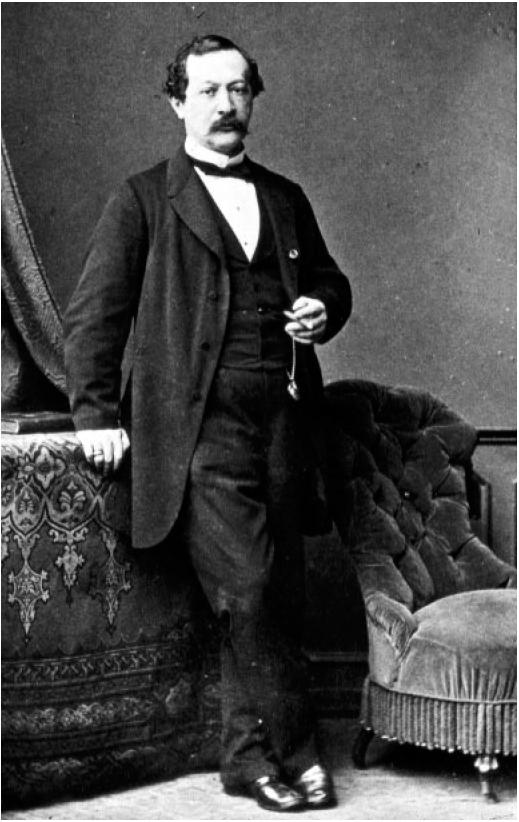
Victor Ofenheim Ritter von Ponteuxin

Ofenheim wurde 1864 Teilhaber an der Konzession für die Lemberg-Czernowitz-Jassy-Eisenbahn und deren Generaldirektor. Er entwickelte den Plan, eine Eisenbahnverbindung zwischen der Nord- bzw. Ostsee und dem Schwarzen Meer zu bauen. Ofenheim baute im Laufe der Zeit ein Wirtschaftsimperium auf, das Beteiligungen an mehr als 100 weiteren Unternehmen umfasste. Zu Beginn seiner Unternehmertätigkeit verfügte Ofenheim über 50.000 Gulden. Nach zwanzig Jahren wurde sein Vermögen auf über 2,5 Mio. Gulden geschätzt. 1867 wurde er als Ritter von Ponteuxin in den Adelsstand erhoben. Der Titel bezieht sich auf Pontos Euxeinos, den griechischen Namen für das Schwarze Meer, aufgrund Ofenheims Plan, eine Eisenbahnstrecke dorthin zu bauen.
Nach der Übernahme des Handelsministeriums durch Anton von Banhans geriet Ofenheim zunehmend in Konflikt mit der österreichischen Regierung. Auf der Lemberg-Czernowitzer Bahn ereigneten sich eine Reihe von Unfällen, darunter der Einsturz der Brücke über den Pruth, worauf sie im Oktober 1872 unter staatliche Zwangsverwaltung gestellt wurde. Ofenheim von Ponteuxin trat daraufhin als Generaldirektor zurück. Daneben wurden gegen ihn Untersuchungen wegen Aneignung unerlaubter Gewinne von Bauunternehmern und Lieferanten geführt.
Nach langen Voruntersuchungen erhob die Regierung Anfang 1875 Klage wegen Betruges. Mit dem stark publizierten, Aufsehen erregenden Prozess wollte das liberale Ministerium A. Auersperg offenbar nach dem Gründerkrach 1873 ein Exempel statuieren und die Verantwortung von sich selbst abschieben. Das Geschworenengericht sprach Ofenheim im Januar 1876 von den gegen ihn vorgebrachten Anklagen frei, während Handelsminister Banhans zurücktreten musste.
1879 wurde Ofenheim als Vertreter des Wahlkreises Bukowina-Städte 2 (Suczawa, Sereth, Radautz) ins Abgeordnetenhaus des österreichischen Reichsrates gewählt. Nach einem Antrag des Legitimationsausschusses auf Annullierung der Wahl wegen des Verdachts der Wahlbestechung verzichtete er 1880 jedoch auf sein Mandat.
Von 1882 bis 1886 fungierte er als generalvertretender Honorarkonsul von Persien am Wiener Hof.
Ofenheim heiratete 1851 Sophie Pfusterschmid, Tochter des Mathias Pfusterschmiedt von Hardtenstein, der Direktor der k. k. Familien- und Fondsgüter war. Das Paar hatte drei Töchter und vier Söhne:
- Marie (1852–1936), heiratete 1882 Albert Freiherr von Koller
- Pauline (geb. 1854), jung gestorben[3]
- Karl Mathias Anton (1855–1895), Rittmeister
- Adolf (1857–1905), promovierter Jurist, Hof- und Gerichtsadvokat, forderte 1901 den Wiener Bürgermeister Karl Lueger und den Vizebürgermeister Josef Neumayer wegen Beleidigung zum Duell
- Emilie (1858–1918), heiratete 1882 Carl Ritter von Boleslawski
- Wilhelm (1860–1932), Erdölgroßindustrieller
- Ernst (geb. 1874), Arzt (Dr. phil. et med.)[1]